# 田中正一
田中 正一（たなか まさかず、1984年2月19日 - ）は、日本出身の競馬騎手。オーストラリアの騎手学校で学び、ニュージーランドでデビューした。韓国、マカオ、および南関東でも騎乗経験がある。

## 来歴
日本では馬に触ったことすらなかった。高校卒業後オーストラリアに渡り、現地の騎手学校に入学。
2005年ニュージーランドでデビュー。
2011年1月29日トレンサム競馬場で行われたソーンドンマイルをBoomingで優勝し、国外デビューの日本人騎手初となるG1制覇を成し遂げた。
2012年4月14日から同年7月13日まで南関東公営競馬で期間限定騎乗を行った。南関東での所属は大井競馬場渡邉和雄厩舎。勝負服は黒、右ねずみたすき。
同年4月16日、大井競馬第1競走3歳条件戦（37.5万円未満）ガリクソンで地方競馬初騎乗（13頭立て6番人気6着）。同年6月24日、大井競馬第4競走3歳条件戦（25万円未満）をガリクソンで優勝（11頭立て1番人気）し、28戦目で地方競馬初勝利。同年6月27日、大井競馬第6競走C2九組十組条件戦フジノブロッサムに騎乗予定であったが体重調整失敗のため有年淳騎手に騎乗変更となり、同日と翌6月28日の2日間騎乗停止となった。地方通算成績は37戦1勝・2着1回・3着1回・勝率2.7%・連対率5.4%。
2013年6月より韓国釜山慶南競馬場で期間限定騎乗を行った。当初4ヵ月の予定であったが結局2年半騎乗し907戦101勝をあげた。ニュージーランドのビザ更新の関係で期間限定騎乗を打ち切り、その後2年半ほどニュージーランドで騎乗。
2018年7月14日より韓国ソウル競馬場で期間限定騎乗を行っている。
2020年1月6日、マカオジョッキークラブで1月7日から8月31日までの短期騎手免許の交付を受け、引き続き2021年度も2022年8月31日まで騎乗許可を取得した。
2024年にマカオジョッキークラブが競馬開催から撤退する事に伴い、ベトナムの一時滞在を経て、韓国へ拠点を移すことを自身のX投稿で公表している。